# 龍ケ崎コロッケ
龍ケ崎コロッケ（りゅうがさきコロッケ、英語: RYUGASAKI croquette）は、茨城県龍ケ崎市のイベントや飲食店で供されるご当地コロッケである。開発型ご当地グルメに分類される。

## 概要
米粉クリームコロッケが代表的。
龍ケ崎市商工会が地域団体商標の登録申請する際に出した「龍ケ崎コロッケ」の定義は、「龍ケ崎市内で生産されるコロッケ」「龍ケ崎市におけるコロッケの提供」である。

## 歴史

### 前史
龍ケ崎市は江戸時代以前から商業都市として栄えており、商業と歴史が融合した街並みが残されているため、1970年代後半までは、近隣市町村からの訪問客で賑わっていたが、2000年代に入ると、郊外型大型店舗の進出などによって、近隣住民を含めて客足が徐々に遠のき、商店街を構成する商工業者には、店主の高齢化や後継者不足によって廃業が進んだため商店街は衰退傾向にあった。
こうした状況の打開のため、2000年以降は「龍ケ崎市中心市街地活性化基本計画」に基づく複数の事業が展開されて、中心市街地の活性化が図られてきた。

### 誕生
2000年6月、公立のまんが図書館「市街地活力センターまいん」が設置される。
2001年1月に龍ケ崎市商工会女性部のメンバーで「まいん」を訪れる地域の子供に食べ物を提供することになり、いくつの食べ物が試され、その中で最も好評だったコロッケを提供することに決定した。「まいんコロッケ」と名付けられたコロッケは提供当初、女性部メンバー各自が食材を持ち寄って製造し、1個あたり5円で販売された。
「まいんコロッケ」は次第に中心市街地への来訪者を増やしたり、メディアを通じて龍ケ崎のイメージ向上に貢献するといったまちづくりや地域活性化の側面が広く認識されるようになる。2001年には26件、2002年から2004年には各年に12件と各種メディアでの取り上げが増えたこともあり、中心市街地の飲食店が「まいんコロッケ」に参加する契機となった。また、2000年代の日本各地で「B級グルメによるまちおこし」が発展したこともあって、コロッケを通じて龍ケ崎の魅力を広める取り組みがみられるようになっていった。2003年には商店街にある寿司屋や蕎麦屋などの飲食店や精肉店、旅館の25店舗によって「コロッケクラブ龍ケ崎」が発足する。コロッケクラブ龍ケ崎に加盟した各店舗で手作りのコロッケを提供するようになった。
なお、この時点ではコロッケの作り方や味の指定はなく、「龍ケ崎コロッケ」とは「龍ケ崎市内にある店舗で提供される手作りコロッケ」を指していた。
コロッケに関するイベントが開催されるようになり、月に1度開催されるフリーマーケット「まいんバザール」には「まいんコロッケ」が定期的に出店し、「高校生コロッケコンテスト」といったイベントも開催され、コロッケクラブ龍ケ崎に加盟する店舗を中心に商工会が「コロッケマップ」を発行して食べ歩きなどのフードツーリズムを受け入れる体制を作るなど、地域内外の住民による龍ケ崎コロッケへの認知度や好感度を高めるような工夫がなされた。

### 模索
コロッケクラブ龍ケ崎加盟店舗数は発足以降横並びで推移していたが、2007年以降、中心市街地のクラブ加盟店舗数は減少傾向となる。
手作りコロッケは製造に手間暇がかかるわりには、高い販売価格を設定し難いことから大きな売り上げを見込めないため、徐々に手作りコロッケの販売から撤退していく店舗が増えていった。同時に郊外に大型商業施設の進出などによって中心市街地の衰退や中心市街地における人口減少と高齢化に伴う人手不足と後継者不足といった要因からの廃業や退会を余儀なくされる店舗も増加した。コロッケクラブ龍ケ崎加盟店舗の減少は2011年まで続き、2006年時点で24店舗であった加盟店舗数は、2011年には11店舗にまで減少している。
加盟店舗数の減少は龍ケ崎市内で開催されるイベントにも影響を与え、イベントに出店できる店舗が減少したことで、イベントそのものの開催も困難になっていった。またB-1グランプリなどに代表されるグルメブームの衰退あり、龍ケ崎市内でコロッケを主体としたイベントは開催されなくなってしまった。加盟店経営者の高齢化等に伴い、コロッケクラブ龍ケ崎の組織としても新しい取り組みを行うことに対し消極的だったという側面もある。
2011年にコロッケクラブ龍ケ崎の中心メンバーの若返りが進められるようになる。2010年から務めるクラブ会長は、2014年の二期目になって、コロッケを手作りできない店舗や大型店をコロッケクラブ龍ケ崎へ勧誘することを提案する。大型店の参入については個人経営の店舗でコロッケの売れ行きが悪くなることが危惧され、反対する意見も多かったが、最終的にはコロッケクラブ龍ケ崎の維持のために大型店の協力が必要であるという方向性が定まり、「手作り」という制限も撤廃され、加盟店舗数の再増加が図られた。
また、2011年からはこの年に新規加盟したで飲食店経営者からの提案で、美味しいコロッケの研究・開発を行う勉強会が開催されるようになる。勉強会の目的は、コロッケの作り方と材料の共有であり、2013年の勉強会では龍ケ崎市で地産地消できるような地元食材を使ったコロッケの開発が進められた。この結果、龍ケ崎市内で生産量が多く、一年中安定して供給できる米を使用することが検討され、試行錯誤を重ねて米粉クリームコロッケが開発された。開発当初は各店舗で同レシピで作られた米粉クリームコロッケを販売する予定であったが、各店舗のオリジナリティを優先し、レシピや材料は自由となり、また販売も強制とはしなかった。
行政的な面では、コロッケを用いたまちおこしを行う市町村、富山県高岡市の高岡コロッケ、静岡県三島市のみしまコロッケと協力関係を結び、3市の市役所間の交流を通じて、2009年に「コロッケの国 三国の共同宣言」を締結し、「三コロ会」が結成された。
2013年には第1回「全国コロッケフェスティバル」が龍ケ崎市で開催されている。

### 再生と定着
コロッケクラブ龍ケ崎の勉強会で誕生した米粉クリームコロッケが2014年にYahoo!JAPAN主催の「第2回ご当地メシ決定戦2014」に出場したところ、茨城県予選と関東地区予選を勝ち抜き、決勝戦でも最多得票数で一位を取ってグランプリを獲得した。これによって龍ケ崎コロッケの知名度は日本全国に広まり、地域住民にも龍ケ崎コロッケの認知度と評価が高まったと考えられる。
グランプリ獲得の影響から、勉強会を通して多くの加盟店舗が米粉クリームコロッケを取り扱うようになり、龍ケ崎市からはコロッケクラブ龍ケ崎へと補助金が助成されることとなった。補助金は、加盟各店舗への旗の設置やコロッケマップの作成の費用に充てられ、広報活動が充実したことによって各種メディアからの取材も増加し、こういった影響からコロッケクラブ龍ケ崎への新規入会店舗は再度増加傾向に転じた。
2015年以降は龍ケ崎コロッケと関東鉄道竜ヶ崎線の連携が進められ、竜ヶ崎線開業115周年を記念して、竜ヶ崎線が一日間乗り放題になる「竜鉄コロッケ☆フリーきっぷ」が発売された。このフリー切符にはコロッケクラブ龍ケ崎加盟店で割引を受けられる特典が付与されていた。竜ヶ崎線の車内つり革に食品サンプルのコロッ
ケを取り付けた「コロッケトレイン」の運行も行われた。